# 2017 aux Territoires du Nord-Ouest
Chronologie des Territoires du Nord-Ouest
- 2013
- 2014
- 2015
- 2016
- 2017
- 2018
- 2019
- 2020
- 2021

Cette page concerne des événements d'actualité qui se sont produits durant l'année 2017 dans le territoire canadien des Territoires du Nord-Ouest.

## Politique
- Premier ministre :
- Commissaire :
- Législature :